# Список округов Массачусетса
Штат Массачусетс включает в себя 14 округов. По данным на 1 июля 2015 года население штата составляло 6 794 422 человека. Площадь штата составляет 27336 кв.км, самым населенным округом является
Мидлсекс, самым малонаселенным  — Нантакет.

## Список
| Название  | FIPS | Окружной центр  | Основан | Назван в честь                                                                                           | Население | Площадь (кв.км) | Карта |
| --------- | ---- | --------------- | ------- | --- | --------- | --------------- | ----- |
| Барнстабл | 001  | Барнстабл       | 1685    | По названию окружного центра Барнстабл, названного в честь города Барнстапл в Англии                     | 215,888   | 1,026           |       |
| Беркшир   | 003  | Питсфилд        | 1761    | Назван в честь графства Беркшир                                                                          | 131,219   | 2,411           |       |
| Бристол   | 005  | Тонтон          | 1685    | Назван в честь английского города Бристоль                                                               | 548,285   | 1,440           |       |
| Дьюкс     | 007  | Эдгартаун       | 1695    | Был частью округа Дьюкс, штат Нью-Йорк, и после отхода в 1691 году к Массачусетсу сохранил свое название | 16,335    | 269             |       |
| Эссекс    | 009  | Сейлем          | 1643    | В честь английского графства Эссекс                                                                      | 743,159   | 1,290           |       |
| Франклин  | 011  | Гринфилд        | 1811    | В честь американского ученого, писателя и дипломата Бенджамина Франклина                                 | 463,490   | 1,601           |       |
| Хампден   | 013  | Спрингфилд      | 1812    | В честь английского политика Джона Гемпдена                                                              | 463,940   | 1,601           |       |
| Хампшир   | 015  | Нортгемптон     | 1662    | В честь одноименного английского графства                                                                | 158,080   | 1,370           |       |
| Мидлсекс  | 017  | Лоуэлл Кембридж | 1643    | В честь одноименного английского графства                                                                | 1,503,085 | 2,134           |       |
| Нантакет  | 019  | Нантакет        | 1695    | В переводе с языка Вампаноаги означает «место мира»                                                      | 10,718    | 124             |       |
| Норфолк   | 021  | Дедем           | 1793    | В честь одноименного английского графства                                                                | 670,850   | 1,036           |       |
| Плимут    | 023  | Плимут Броктон  | 1685    | В честь английского города Плимут                                                                        | 494,919   | 1,712           |       |
| Саффолк   | 025  | Бостон          | 1643    | В честь одноименного английского графства                                                                | 722,023   | 150             |       |
| Вустер    | 027  | Вустер          | 1731    | В честь одноименного английского графства                                                                | 798,552   | 3,919           |       |